# 布基烏基 (電視劇)
《布基烏基》，為日本NHK電視台於2023年10月2日起播出的第109部晨間劇，由NHK大阪放送局（BK局）拍攝製作，由趣里主演。

## 企劃，製作及故事內容簡介
本劇主角原型人物為昭和時代著名歌星，以《東京布基烏基》《購物布基》等名曲風靡一時的笠置靜子。故事敘述大正時代出生香川但生長於大阪下町錢湯的花田鈴子，是個喜歡唱歌跳舞且天真浪漫的女孩，在小學畢業後懷著「希望用歌舞帶給人們笑容」的夢想，進入道頓堀新成立的歌劇團，拼命努力練習。昭和年間，鈴子上京並邂逅一名作曲家而大大改變了她的人生，在作曲家的調教下鈴子成為了有「搖擺女王」稱號的人氣歌星。然而在戰爭開始後，弟弟被徵召及母親病逝等不幸接踵而至，鈴子也被迫唱起愛國歌曲，歌舞活動也多受限制；此時痛苦不已的她與一名青年相遇並迅速墜入愛河，卻被青年的家人大力反對而無法結婚。戰爭結束後，懷有身孕的鈴子仍遲遲盼望青年的歸來，臨盆之際時，仍只等到了青年的訃聞，並產下了一名女嬰。在這之後，鈴子獨自一人撫養女兒長大，並在蒙受戰後創傷的日本以《東京布基烏基》鼓舞著人民，一步一步成為大家憧憬的人氣歌星。
2022年6月24日公布製作相關事宜，編劇為著有《百元之戀》等獲獎作品的足立紳，負責劇中配樂的服部隆之則是身為《東京布基烏基》作曲家服部良一的孫子。同年10月17日公布由趣里通過2471人的徵選中獲選擔任女主角，32歲的趣里是以達到徵選年紀上限而成功通過徵選，打破第85作晨間劇《康乃馨》的尾野真千子30歲的紀錄。

## 登場人物

### 主角
- 花田鈴子：趣里（少女時代：澤井梨丘）

本劇主角。

### 花田家
- 花田梅吉：柳葉敏郎

鈴子的父親。
- 花田艷（花田ツヤ）：水川麻美

鈴子的母親。
- 花田六郎：黑崎煌代（日语：黒崎煌代）

鈴子的弟弟。
- 大西壽（大西トシ）：三林京子（日语：三林京子）

艷的媽媽、鈴子的祖母。

### 梅丸少女歌劇團（USK）
- 橘葵：翼和希（日语：翼和希）

鈴子的前輩。USK第1期生、男役。
- 大和禮子：蒼井優

鈴子崇拜的前輩。USK第1期生、娘役。
- 白川幸子／莉莉白川（リリー白川）：清水久留美（日语：清水くるみ）

鈴子的同期。
- 櫻庭辰美／櫻庭和希：片山友希

鈴子的同期。
- 秋山美月：伊原六花

鈴子的後輩。
- 股野義夫：森永悠希

劇團專屬鋼琴師。
- 林：橋本潤

音樂部長。
- 大熊：升毅（日语：升毅）

母公司的社長。

### 錢湯「花湯」
- 易者：灘儀武（日语：なだぎ武）

常客。在商店街從事占卜。
- アホのおっちゃん：岡部崇（日语：岡部たかし）

常客。
- アサ：楠見薰（日语：楠見薰）

常客。
- 熱々先生：妹尾和夫（日语：妹尾和夫）

常客。醫生。
- ゴンベエ：宇野祥平（日语：宇野祥平）

錢湯的服務員。
- 三澤光子：本上真奈美（日语：本上まなみ）

在神戶的旅館任職員工的客人。因某個原因造訪「花湯」。

### 梅丸樂劇團（UGD）
- 松永大星：新納慎也（日语：新納慎也）

國外歸來的才華洋溢的演出家。發現鈴子的才能，介紹給羽鳥。
- 辛島一平：安井順平（日语：安井順平）

製作部長。USK林部長的後輩。
- 中山史郎：小栗基裕（s**t kingz）

日本的頂級舞者之一。
- 一井：陰山泰（日语：陰山泰）

小號手，也是UGD的樂隊指揮。

### 其他人物
- 茨田律子（茨田りつ子）：菊地凜子

鈴子生涯中的勁敵。角色原型為淡谷法子。
- 村山愛助：水上恆司

村山興業的公子。鈴子最愛的人。
- タイ子：藤間爽子（日语：藤間爽子）

鈴子的青梅竹馬。
- ハット：福德秀介（日语：福徳秀介）（JARUJARU）

洋食店的配膳員。
- コック：後藤淳平（日语：後藤淳平）（JARUJARU）

洋食店的廚師。
- 羽鳥善一：草彅剛

作曲家。角色原型是服部良一。
- 西野絹（西野キヌ）：中越典子

曾經是治郎丸的家中工作的香川女性。
註：飾演西野絹的中越典子曾為 NHK 2003年上半年的第68部晨間劇《心》女主角。
- 治郎丸和一：石倉三郎（日语：石倉三郎）

住在白色大房子的當地地主。壽的青梅竹馬。
- 小林小夜：富田望生（日语：富田望生）

來自福島想成為鈴子的弟子的少女。
- 大林林太郎：利重剛（日语：利重剛）

梅丸的競爭對手公司・日寶的社長。
- 藤村薫：宮本亞門（日语：宮本亞門）

天才作詞家。應羽鳥的拜託，為鈴子的新曲作詞。

## 播出日程
| 週次                                                | 集數   | 播出日期與標題                        | 編劇   | 導演     | 收視率 |
| --------------------------------------------------- | ------ | ------------------------------------- | ------ | -------- | ------ |
| 1                                                   | 1－5   | 2023年10月2日－10月6日 （我，來唱歌） | 足立紳 | 福井充廣 | 16.0%  |
| 2                                                   | 6－10  | 10月9日－10月13日 （笑口常開福自來）  | 足立紳 | 泉並敬真 | 15.6%  |
| 3                                                   | 11－15 | 10月16日－10月20日 （桃色風暴）       | 足立紳 | 福井充廣 | 15.7%  |
| 4                                                   | 16－20 | 10月23日－10月27日                    | 足立紳 | 鈴木航   | 15.8%  |
| 5                                                   | 21－25 | 10月30日－11月3日                     | 足立紳 | 鈴木航   | 15.4%  |
| 6                                                   | 26－30 | 11月6日－11月10日                     | 足立紳 | 盆子原誠 | 16.3%  |
| 7                                                   | 31－35 | 11月13日－11月17日                    | 足立紳 | 泉並敬眞 | 16.3%  |
| 8                                                   | 36－40 | 11月20日－11月24日                    | 足立紳 | 福井充廣 | 15.5%  |
| 平均收視率%（收視率由Video Research於關東地區統計） |        |                                       |        |          |        |

## 製作團隊
- 編劇：足立紳、櫻井剛（日语：櫻井剛）
- 音樂：服部隆之
- 旁白：高瀨耕造
- 歌劇音樂：甲斐正人（日语：甲斐正人）
- 舞台導演：荻田浩一（日语：荻田浩一）
- 導演：福井充廣、二見大輔、泉並敬真、鈴木航、盆子原誠
- 製作人：橋爪國臣
- 製作統籌：福岡利武、櫻井壯一

## 外部連結
- NHK官方網站 （页面存档备份，存于）

| 日本 NHK 連續電視小說          | 日本 NHK 連續電視小說                     | 日本 NHK 連續電視小說 |
| ------------------------------ | ----------------------------------------- | --------------------- |
|                                | 布基烏基 （2023年10月2日－2024年3月29日） |                       |
| 爛漫 （2023年4月3日－9月29日） | 如虎添翼 （2024年4月1日－9月27日）        |                       |